# 파이널 데스티네이션 2
《파이널 데스티네이션 2》(영어: Final Destination 2)는 2003년 개봉한 미국의 초자연 공포 영화이다. 《파이널 데스티네이션》(2000)의 속편이며 파이널 데스티네이션 시리즈 두 번째 작품이다.
《파이널 데스티네이션 3》(2006)으로 이어진다.

## 줄거리
전편 사고로부터 1년 뒤. 봄 방학을 맞아 친구들과 데이토나비치로 향하던 주인공 킴벌리는 국도 제23호선 나들목 진입 직전에 한 벌목용 트럭으로 인해 끔찍한 연쇄 추돌 사고가 일어나는 걸 예견한다. 킴벌리는 나들목 앞에 정차해 다른 차량의 진로를 막고 덕분에 살아남은 자들에게는 하나둘 죽음이 닥친다.
이후 킴벌리는 시시때때로 생존자들이 미래에 최후를 맞이하는 모습을 단편적으로 엿보게 되며, 전편의 유일한 생존자인 클리어가 경험자로서의 혜안을 제공하며 협력한다.
이들은 새 생명만이 사신을 저지할 수 있으며, 생존자 중에 출산이 임박한 임산부가 아이를 무사히 낳는다면 죽음의 신이 계획해놓은 연쇄 사망 디자인이 망가지므로 나머지 사람들도 전부 살 수 있다는 이론을 세우고 해당 임산부를 찾아내고자 한다. 또한 아무도 죽음의 함정에 빠지지 않도록 번갈아 자면서 점호를 서기로 한다. 그러나 각자 생각이 엇갈리면서 일은 생각대로 돌아가지 않는다.
한편 생존자들은 전부 이전에 다수가 사망한 사고에서 홀로 죽음을 피했다는 공통 분모를 지니고 있다는 사실이 밝혀지는데...

## 출연
- 앨리 라터 - 클리어 리버스 역
- A.J. 쿡 - 킴벌리 코먼 역
- 마이클 랜디스 - 토머스 버크 경관 역
- 데이비드 팻코 - 에번 루이스 역
- 제임스 커크 - 팀 카펜터 역
- 린다 보이드 - 노라 카펜터 역
- 키건 코너 트레이시 - 캣 제닝스 역
- 조너선 체리 - 로리 피터스 역
- T. C. 카슨 - 유진 딕스 역
- 저스티나 머차도 - 이저벨라 허드슨 역
- 토니 토드 - 윌리엄 블러드워스 역
- 세라 카터 - 셰이나 매클랭크 역
- 숀 시포스 - 프랭크 휘트먼 역
- 앤드루 에얼리 - 마이클 코먼 역
- 노엘 피셔 - 브라이언 기번스 역
- 에런 더글러스 - 스티브 애덤스 보안관보 역
- 에릭 킨리사이드 - 수비 형사 역